# Ото II (Пфалц-Мозбах)
Вижте пояснителната страница за други личности с името Ото II.
Ото II Математик (на немски: Otto II von Pfalz-Mosbach, Otto Mathematicus; * 22 юни 1435; † 8 април 1499, Ноймаркт, Горен Пфалц) от фамилията Вителсбахи, е пфалцграф и херцог на Пфалц-Мозбах-Ноймаркт от 1461 до 1499 г.

## Живот
Той е най-големият син на пфалцграф Ото I (1390 – 1461) и принцеса Йохана Баварска (1413 – 1444), дъщеря на Хайнрих XVI, херцог на Бавария-Ландсхут. По бащина линия е внук на курфюрста и римско-немския крал Рупрехт III (1352 – 1410).
Ото II наследява баща си след неговата смърт на 5 юли 1461 г. и мести столицата от Мозбах в Ноймаркт. Ото II успява да получи замък Волфщайн.
През 1460 г. със свита той предприема поклонение в Светите земи и през нощта на 3/4 юли 1460 г. в Гробната църква в Йерусалим става рицар на Светия гроб.
На 14 ноември 1475 г. Ото II заедно с брат му Йохан завежда тържествено Ядвига (Хедвига) от Полша в Ландсхут като годеница на братовчед му херцог Георг Богатия от Бавария-Ландсхут.
Ото II се интересува от математика и астрономия. В резиденцията си в Ноймаркт той си прави малка наблюдателница на звездите, наричана Mathematikerturm. През 1490 г. той предава управлението на курфюрст Филип и се занимава с астрономическите си наблюдения.
На 8 април 1499 г. Ото II умира бездетен в двореца. Така линията Пфалц-Мозбах измира и официално отива обратно на Курпфалц под курфюрст Филип. Той е погребан в дворцовата църква в Ноймаркт. 